# Ahu Tongariki
Ahu Tongariki es el nombre del ahu más grande de Rapa Nui (Isla de Pascua), territorio insular chileno. Debido a su tamaño, es uno de los puntos arqueológicos y turísticos más relevantes de la isla.
Fue construido durante la época de esplendor de la cultura ancestral rapanui. Se encuentra sobre la costa sudeste de la isla, en las laderas del Rano Raraku, la principal cantera de moáis. Tras la crisis de la sociedad rapanui, los moáis fueron derribados, y muchos fueron arrastrados y dañados por el tsunami generado por el terremoto de Valdivia de 1960. En la década de los años 1990, se realizaron diversos esfuerzos arqueológicos para reconstruir la plataforma ceremonial.
En la actualidad, cuenta con 15 moáis alineados en una plataforma, dando su espalda al océano Pacífico. Uno de los moáis cuenta con un pukao y otro es el más pesado jamás erigido en la isla, con un peso de 86 toneladas. En la actualidad forma parte del Parque Nacional Rapa Nui, siendo administrado por la comunidad indígena Ma’u Henua.

## Historia

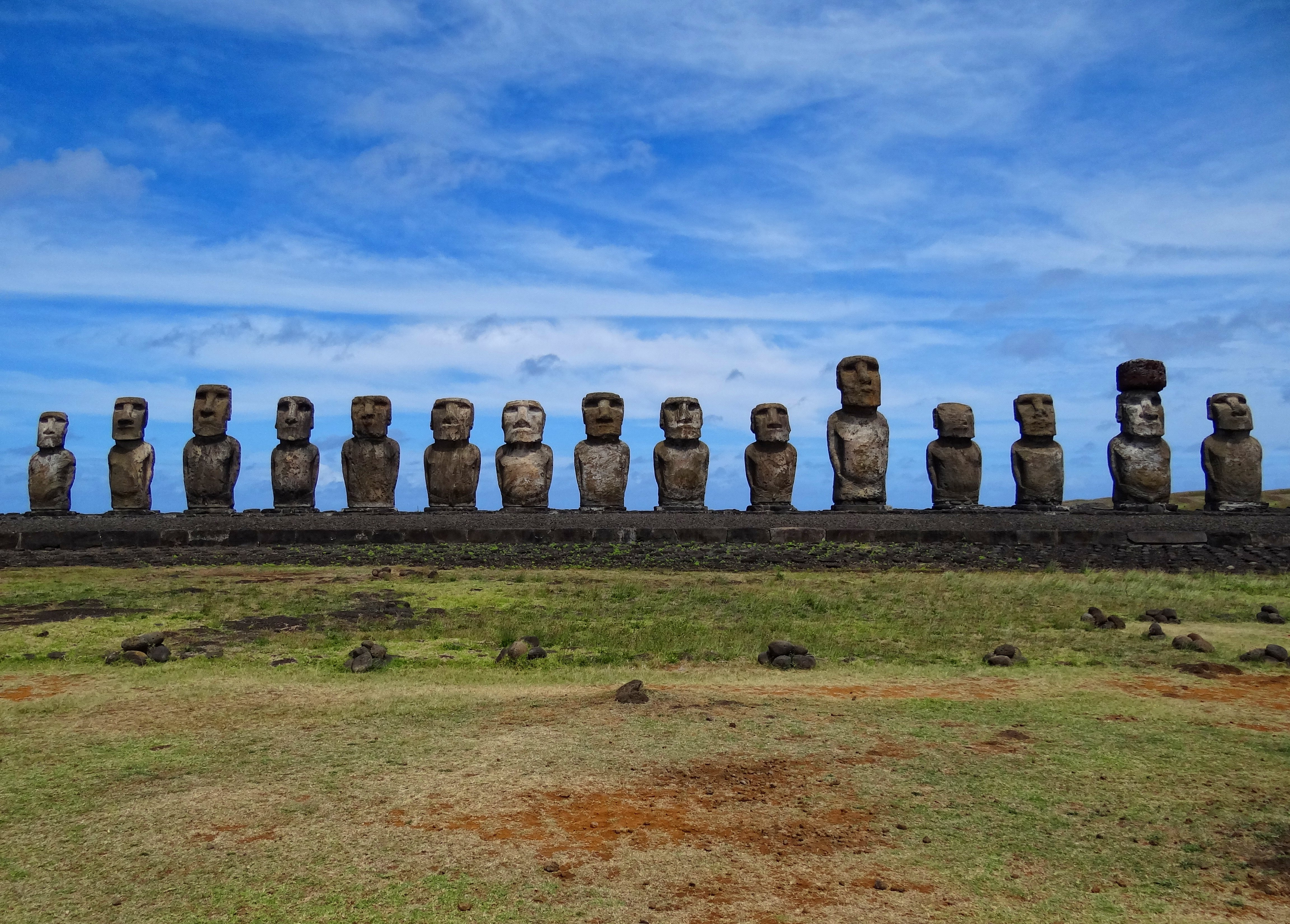
Los quince moáis de pie en Ahu Tongariki.

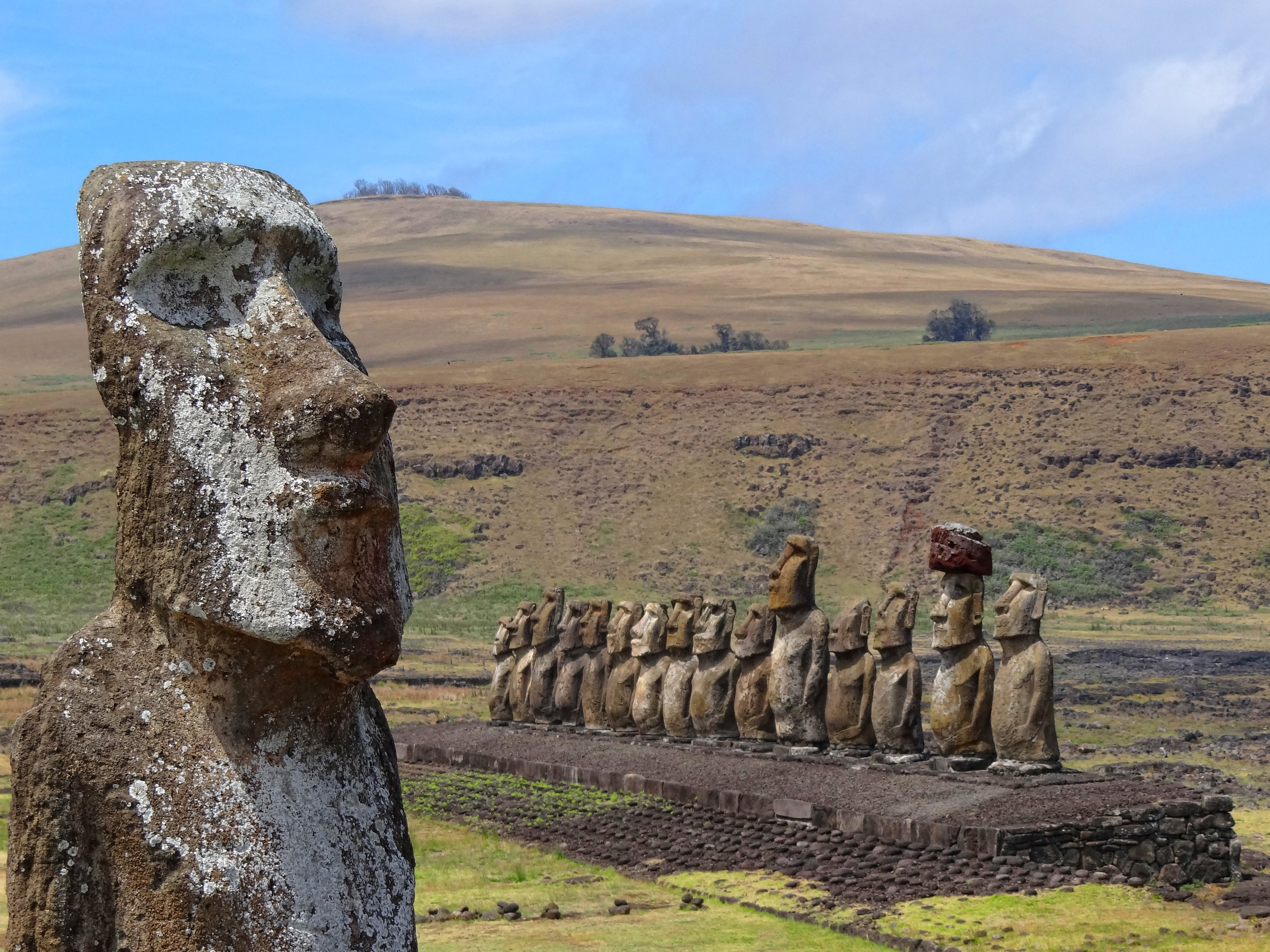
Ahu Tongariki con el volcán Poike al fondo y el cercano "Moai Viajero" en primer plano.

Ahu Tongariki fue el principal centro y capital de Hotu Iti, la confederación oriental de Rapa Nui.
Sus moáis fueron derribados durante las guerras civiles de la isla. En 1960, un tsunami causado por un terremoto en la costa de Chile arrasó el interior de Ahu Tongariki.
Ahu Tongariki fue restaurado sustancialmente en la década de 1990 por un equipo multidisciplinario encabezado por los arqueólogos Claudio Cristino (director) y Patricia Vargas (codirectora del equipo ejecutivo), ambos profesores de la Universidad de Chile, en un proyecto de cinco años llevado a cabo bajo un acuerdo oficial del Gobierno de Chile con Tadano Limited y la Universidad de Chile.

## Ubicación
Este ahu está en la costa sur de Rapa Nui, cerca de dos volcanes anteriores, Rano Raraku y Poike.
Poike es uno de los tres volcanes extintos principales que forman Rapa Nui, que entró en erupción por última vez hace 230,000 y 705,000 años. Rano Raraku es un cráter volcánico formado por cenizas volcánicas o tobas volcánicas consolidadas , que componen el moai tallado. De hecho, casi la mitad (cientos) de los moai todavía están enterrados en las laderas del Rano Raraku, la principal cantera de moai. La gran llanura plana debajo de Rano Raraku proporcionó un fácil acceso a la toba.